# Yakovlev Yak-50
Le Yak-50 (en russe : Яковлев Як-50) est un avion de voltige et d'entrainement monoplace, d'origine soviétique, fabriqué au cours des années 1970. Il permit de remporter deux titres de champion du monde de voltige

## Caractéristiques
Le Yak-50 possède un fuselage et des ailes métallique avec des surfaces de contrôle entoilées pour gagner du poids. Il est équipé d'un train d'atterrissage rétractable, mais n'a pas de volets hypersustentateurs. Les moteurs compressés Vedeneyev M14P (équipant la version standard de production), M14PF ou M14R, produisaient entre 360 et 450 ch. Le train d’atterrissage, les freins et le démarreur fonctionne à l'air comprimé.
Les avions utilisés par l'équipe nationale soviétique de voltige étaient généralement mis au rebut après environ 50 heures de vol, en raison des forces intenses imposées à la cellule. Il y eut de nombreux cas de défaillance du longeron principal : parmi ses victimes se trouvaient le champion du monde de voltige en 1976 Viktor Letsko et bien d'autres.
Des modifications furent apportées (Bulletin de service 61DA pour l'appareil S/N 0102-2007 et Bulletin de service 79 pour l'appareil S/N 1201-2806) pour renforcer les longerons d'aile pour résister aux forces extrêmes subies durant les acrobaties. Plus aucune casse ne survint.

## Carrière opérationnelle
Le Yak-50 a des caractéristiques de maniabilité exceptionnellement fines, un rapport poids/puissance relativement élevé, ainsi qu'une cellule robuste et agile. Le type fut deux fois champion du monde de voltige et fut utilisé comme avion d'entrainement militaire par plusieurs pays.
Les Yak-50 du DOSAAF furent mis au rebut ou en stock après avoir été remplacés par le Yak-55 et le Su-26. Ce sont ces aéronefs qui constituent aujourd'hui le gros des «survivants» en état de vol. Environ 90 sont en état de navigabilité entre les mains de propriétaires privés en Europe, aux États-Unis, en Australie et au Canada.
Données de Yak-50 Flight Manual & Technical Description handbook
Caractéristiques générales
- Équipage : 1
- Longueur : 7,8 m
- Envergure : 9,5 m
- Hauteur : 3,2 m
- Surface alaire : 15,0 m2
- Profil : Clark YH
- Masse à vide : 750 kg
- Masse maximale au décollage : 910 kg
- Moteur : 1   9-cylindres en étoile Vedeneyev M-14P, M-14PF ou M-14R de 269/298/336 kW (360/400/450 ch)

 Performances 
- Vitesse à ne jamais dépasser : 450 km/h VNE
- Vitesse maximale : 400 km/h VA
- Vitesse de croisière : 270 km/h VNO
- Vitesse de décrochage : 100 km/h
- Distance franchissable : 500 km
- Plafond : 4 000 m
- Vitesse ascensionnelle : 16,0 m/s à la puissance maximale
- Charge alaire : 60,7 kg/m2
- Rapport poids-puissance : 0,295 kW/kg
- Facteur de charge: +9; -6 g
- Distance de décollage: 100 m
- Distance atterrissage: 250 m
- Vitesse de décollage: 130 km/h
- Vitesse d'atterrissage: 110 km/h